# Un printemps sous la neige
Pour plus de détails, voir Fiche technique et Distribution.
Un printemps sous la neige (The Bay Boy) est un film canadien réalisé par Daniel Petrie, sorti en 1984.

## Synopsis
Dans les années 1930 à Cap Breton, en Nouvelle-Écosse,  Donald Campbell, un jeune en fin d'adolescence,  vit avec sa famille dans une modeste maison sur le bord de la mer. La situation familiale est difficile car le père a été ruiné par la crise économique et le frère de Donald est gravement malade. Sa mère tente de pousser Donald vers la prêtrise. Donald, de son côté, se sent naitre une inclinaison pour Saxon Coldwell, la fille de leur voisin, un policier au comportement violent.

## Fiche technique
- Titre original : The Bay Boy
- Titre français : Un printemps sous la neige
- Réalisation : Daniel Petrie
- Scénario : Daniel Petrie
- Photographie : Claude Agostini
- Costumes : Renée April
- Musique : Claude Bolling
- Pays d'origine : Canada
- Genre : Film dramatique
- Date de sortie :
  -  France : 20 mai 1984 (Marché du film de Cannes)
  -  Canada : 6 septembre 1984 (Festival international du film de Toronto)

## Distribution
- Liv Ullmann (VF : Arlette Thomas) : Jenny Campbell
- Kiefer Sutherland (VF : Jean-François Vlérick) : Donald Campbell
- Peter Donat (VF : Claude Joseph) : Will Campbell
- Alan Scarfe (VF : Marc de Georgi) : le sergent Tom Coldwell
- Mathieu Carrière : le père Chaisson
- Chris Wiggins (VF : Georges Atlas) : le chef Charlie McInnes
- Isabelle Mejias (VF : Dorothée Jemma) : Mary McNeil
- Jane McKinnon (VF : Françoise Dasque) : Diana Coldwell
- Leah Pinsent : Saxon Coldwell
- Joséphine Chaplin : Marie Chaisson
- Pauline Lafont : Janine Chaisson
- Roy McMullin (VF : Éric Baugin) : Paul Ratchford
- Robbie Gallivan (VF : Luq Hamet) : Frank Carrey
- Stéphane Audran (VF : Monique Thierry) : Blanche (non créditée)

## Autour du film
Cette évocation des années 1930 dans le contexte néo-écossais est une coproduction franco-canadienne écrite et réalisée par Daniel Petrie, qui a lui-même grandi en Nouvelle Écosse avant de mener une carrière d'acteur, puis de réalisateur aux États-Unis. Le long-métrage se présente comme une fiction, mais il n'en contient pas moins de nombreux éléments autobiographiques.  Par ailleurs, c'est dans ce film que Kiefer Sutherland tient son premier grand rôle, une quinzaine d'années avant qu'il n'incarne le personnage de Jack Bauer dans la série télévisée 24 heures chrono. 
À la remise des Prix Génie du cinéma canadien de 1985, le film s'illustre en remportant six trophées dont celui du meilleur film.  Le film de Petrie obtient également les trophées du scénario, du montage sonore, des costumes, de la photographie et de l'acteur de soutien (Alan Scarfe).